# アシュリー・トリートメント
アシュリー・トリートメント（Ashley Treatment）、あるいはアシュリー療法は、原因不明の脳症による発達障害を持つ1997年生まれ、シアトル在住の児童「アシュリー X（Ashley X）」に実施され、物議を醸した一連の医療処置。本件は2006年10月に掲載された論文『重度の発達障害を持つ子供の成長減衰: 古いジレンマへの新たなアプローチ』（原題: Attenuating Growth in Children With Profound Developmental Disability: A New Approach to an Old Dilemma）にて発表され、2007年1月3日の『ロサンゼルス・タイムズ』に記事が掲載されたことでアシュリー自身の尊厳を巡る論争が激化した。

## 経緯
両親の発表しているウェブページによると、1997年に誕生したアシュリーは生まれつき重度の脳障害を患っていた。医療の進歩によって成長・生存が可能となったものの、障害児のうち1%で、人間社会で最も脆弱な存在とウェブページでは評されている。
2016年7月に、18年の調査を経て彼女の症状がGRIN1遺伝子における突然変異、および非モザイク一塩基多型によるものだと判明した。

## 処置
- エストロゲンによる成長減衰
  - 当事者の人生の質（QOL）の向上のため

- 子宮摘出
  - 生理痛を無くすため
  - 生理による出血を無くすため

- 乳房芽切除
  - 乳房の発達による不快を無くすため
  - 繊維嚢胞の成長を止める
  - 体重増による褥瘡を予防

## 年表
- 1997年、アシュリーは、原因不明の脳症（"static encephalopathy"）を持って誕生。呼吸、覚醒、睡眠は自律。環境に注意を向ける、環境に反応する、音楽を楽しむ（アンドレア・ボチェッリを好む）ことを行う。　自分で座る、物を持つ、歩く、話すことはできない。食事は経管栄養。　[5]
- 2004年7月（6歳）、思春期を迎えることを考慮し、子宮摘出、乳房芽切除、虫垂切除術をシアトル子ども病院（英語版）において受ける。
- 2004年8月、エストロゲンによる成長抑制（身長抑制）療法開始。投与量一日400グラム、使用された皮膚パッチは3日毎に交換。3ヶ月毎に身長、体重、骨年齢、女性ホルモンの状態などを測定。
- 2006年10月、医学雑誌『Archives of Pediatrics & Adolescent Medicine』で扱われる
- 2006年12月、成長板の活動停止を進めるために行われていた、皮膚パッチを使用したエストロゲン療法を終了
- 2007年1月、両親が匿名でブログ開始[5]
- 2007年9月、執刀医のダニエル・ガンサーが自殺[6]。
- 病院は手術は裁判後に行われるべきだったと発表[7]
- 2008年3月、アシュリーの両親はCNN Health 記事において初めてインタビューを受け[8]、アシュリーに対する医療処置は適切であったとする考えを発表。　アシュリーは生理による不快感、生理痛は一切経験することが無く、胸部は乳房の発育は無い。　身長は135cm、体重29kgで成人に達しており、将来的にそれぞれ20-40%の減少が見込まれる[9]
- 2009年6月、小児内分泌学者、生命倫理学者は、「エストロゲン療法による成長減衰は安全で、歩行不能児童の生活の質（QOL）向上に有効[10]。」と発表